# Mathias Svensson
Mathias Svensson (* 24. September 1974 in Borås) ist ein ehemaliger schwedischer Fußballspieler. Der Stürmer, der zwischen 1997 und 2001 dreimal in der schwedischen Nationalmannschaft auflief, bestritt einen Großteil seiner Karriere in England und wurde 2006 schwedischer Landesmeister mit IF Elfsborg.

## Werdegang

### Karrierebeginn in Schweden
Svensson begann mit dem Fußballspielen bei Sexdrega/Aplareds IF.  Von dort wechselte er zur Jugendabteilung des IF Elfsborg. Für den Klub aus seiner Heimatstadt Borås debütierte er in der zweitklassigen Division 1. Bald avancierte er zum besten Torschützen des Vereins und führte ihn zurück in die Allsvenskan.

### Erste und zweite Liga in England
Im Sommer 1996 wurde Svensson vom FC Portsmouth abgeworben. Wie weitere Transfers des Klubs zwischen 1996 und 1997 machte dieser Wechsel Schlagzeilen, als 1998 Unregelmäßigkeiten aufgedeckt wurden. Während der schwedische Verein 75.000 £ verlangte, hatte der vermittelnde Agent gegenüber dem englischen Klub eine Forderung von 200.000 £ angegeben und die Differenz von 125.000 £ für sich behalten. Aber auch sportlich machte Svensson Schlagzeilen, als er sich als Stammspieler in der zweiten englischen Liga für die Landesauswahl empfahl und 1997 erstmals berufen wurde. Beim 1:0-Erfolg über die israelische Nationalmannschaft durch ein Tor von Andreas Andersson am 12. März des Jahres kam er als Einwechselspieler für Kennet Andersson zu seinem Länderspieldebüt.
Im Sommer 1998 verließ Svensson England und wechselte zum FC Tirol Innsbruck. Sein Aufenthalt in der Alpenrepublik an der Seite von Spielern wie Markus Anfang, Patrik Ježek, Aleksander Knavs oder Stanislaw Salamowitsch Tschertschessow währte jedoch nur wenige Wochen. Ende September kehrte er auf die Insel zurück und wurde von Crystal Palace zusammen mit Craig Moore, der von den Glasgow Rangers kam, unter Vertrag genommen. Beim in der First Division antretenden Klub, dem er zum sofortigen Wiederaufstieg in die Premier League verhelfen sollte, unterschrieb er für eine Ablösesumme von 200.000 £ einen Vier-Jahres-Kontrakt, der ihm mindestens 3.500 £ Salär pro Woche einbrachte. In seiner ersten Spielzeit für den Klub kam er verletzungsbedingt jedoch nur zu acht Ligaeinsätzen. In der folgenden Spielzeit gehörte er zu den Stammkräften und kam bis Januar 2000 in 24 Ligaspielen zum Einsatz.
Svensson wechselte im Januar 2000 zu Charlton Athletic, mit dem er in die Premier-League aufstieg. Mit sieben Toren in 22 Spielen erreichte er mit dem Klub in der Erstliga-Spielzeit 2000/01 den neunten Rang. In den folgenden beiden Jahren war er verletzungsanfällig und fiel aufgrund einer Knieverletzung längerfristig aus. Daher verlieh ihn der Klub im Sommer 2003 für drei Monate an Derby County. In der First Division erzielte er in zehn Spielen drei Tore. Anschließend kehrte er zunächst zu Charlton Athletic zurück, wo er neben einem Auftritt im League Cup noch dreimal in der Premier League auflief. Im Dezember unterzeichnete er einen Zweieinhalb-Jahres-Vertrag beim Zweitligisten Norwich City. Für den Klub erzielte er in der restlichen Spielzeit sieben Tore in 16 Spielen und verhalf somit zum Aufstieg in die Premier League. Die Erstligasaison verlief für ihn unglücklich, in 22 Einsätzen gelangen ihm nur vier Tore und er musste mit dem Klub den direkten Wiederabstieg hinnehmen.

### Rückkehr nach Schweden
Für ungefähr 100.000 £ kehrte Svensson daher im Sommer 2005 zu IF Elfsborg zurück. Bei seinem ersten Spiel in der Allsvenskan feierte er einen guten Einstand: Er erzielte den 1:0-Endstand gegen Kalmar FF. Dies blieb jedoch sein einziges Saisontor, so dass Trainer Kjell Jonevret ihn auf die Ersatzbank setzte und er sechs seiner 13 Saisoneinsätze als Einwechselspieler bestritt.
Nachdem Magnus Haglund den Trainerposten übernommen hatte etablierte er sich in seiner zweiten Spielzeit an der Seite von Samuel Holmén, Stefan Ishizaki, Joakim Sjöhage und Anders Svensson als Stammspieler und lief in allen 26 Saisonspielen der Spielzeit 2006 in der Startformation auf. Mit sechs Saisontoren zählte er hinter Holmén und Anders Svensson zu den drei besten Torschützen des Klubs und trug somit zum Gewinn des schwedischen Meistertitels bei.
Nachdem Svensson abermals Probleme mit seinem Knie bekommen hatte, musste er sich im Januar 2008 operieren lassen. Im März entschied er sich, aufgrund des Knieschadens seine aktive Laufbahn zu beenden.